# Paracryptops breviunguis
Paracryptops breviunguis är en mångfotingart som beskrevs av Filippo Silvestri 1895. Paracryptops breviunguis ingår i släktet Paracryptops och familjen Cryptopidae.
Artens utbredningsområde är Papua Nya Guinea. Inga underarter finns listade i Catalogue of Life.